# Jessica (nome)
Jessica  è un nome proprio di persona italiano femminile.

## Varianti
- Femminili: Gessica[1][2]

### Varianti in altre lingue
- Albanese: Xhesika[1]
- Danese: Jessica[1]
- Ebraico: יִסְכָּה (Yiskah, Iscah, Jescha)[1]
- Francese: Jessica[1]
  - Ipocoristici: Jessy[1]
- Hawaiiano: Iekika[1]
- Inglese: Jessica[1][3], Jessika[1][3], Jessicah[3], Jesica[3], Jesika[3]
  - Alterati: Jessalyn[1]
  - Ipocoristici: Jess[1][3], Jessa[1], Jessie[1][3], Jessi[1][3], Jessy[3], Jessye[1]
- Norvegese: Jessica[1]
- Olandese: Jessica[1]
- Portoghese: Jéssica[1]
- Spagnolo: Jessica[1], Jésica, Jéssica[1], Yésica[1], Yéssica[1]
- Svedese: Jessica[1]
- Tedesco: Jessica[1], Jessika[1]
- Ungherese: Dzsesszika[1]

## Origine e diffusione

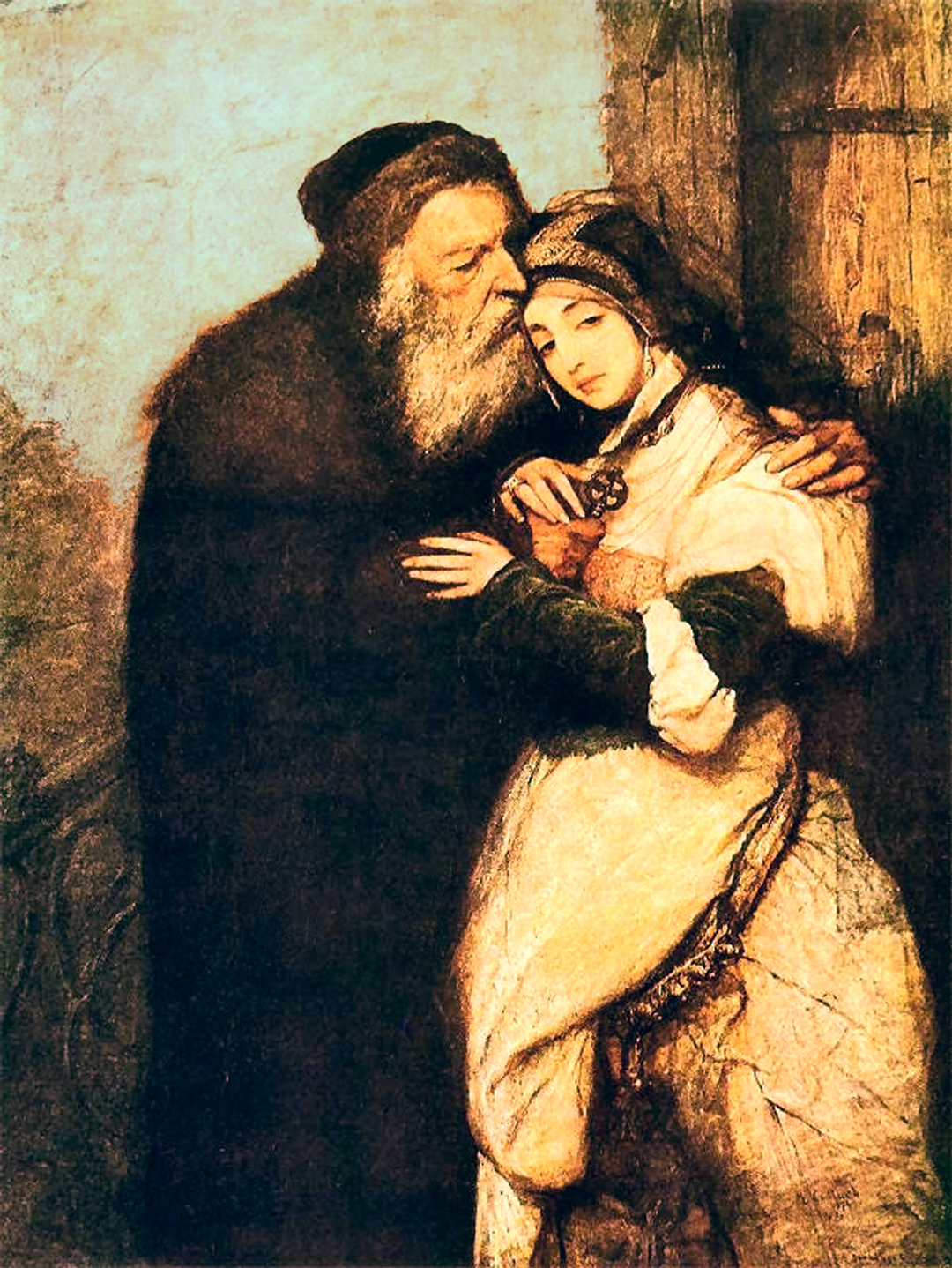
Shylock e Jessica di Maurycy Gottlieb

Si tratta di un nome di origine letteraria, usato per la prima volta da William Shakespeare nell'opera teatrale Il mercante di Venezia, in cui Jessica è la figlia del mercante ebreo Shylock. Probabilmente, Shakespeare si ispirò per Jessica al nome di Isca, una figlia di Haran, fratello di Abramo, citata brevemente nell'Antico Testamento (Gn 11,29): il suo nome deriva dall'ebraico Yiskah (יִסְכָּה), adattato in greco biblico come Ieskha ed in latino in Jesca, forma quest'ultima usata ai tempi di Shakespeare; il suo significato viene indicato come "osservare", "contemplare", "essi guardano" o "egli contempla".
Jessica è stato il nome più popolare durante gli anni '80 e '90 negli Stati Uniti. Nel 2005 è arrivato al primo posto fra i nomi più usati nel territorio inglese e gallese. Prima della metà del XX secolo, invece, era poco comune. Le varianti inglesi Jess e Jessie sono condivise con il nome maschile Jesse.

## Onomastico
Non essendoci sante con questo nome, che quindi è adespota, l'onomastico può essere festeggiato il 1º novembre per la festa di Ognissanti.

## Persone
- Jessica Alba, attrice statunitense
- Jessica Biel, attrice statunitense

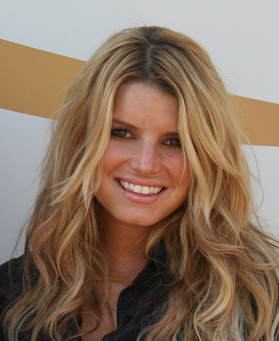
Jessica Simpson

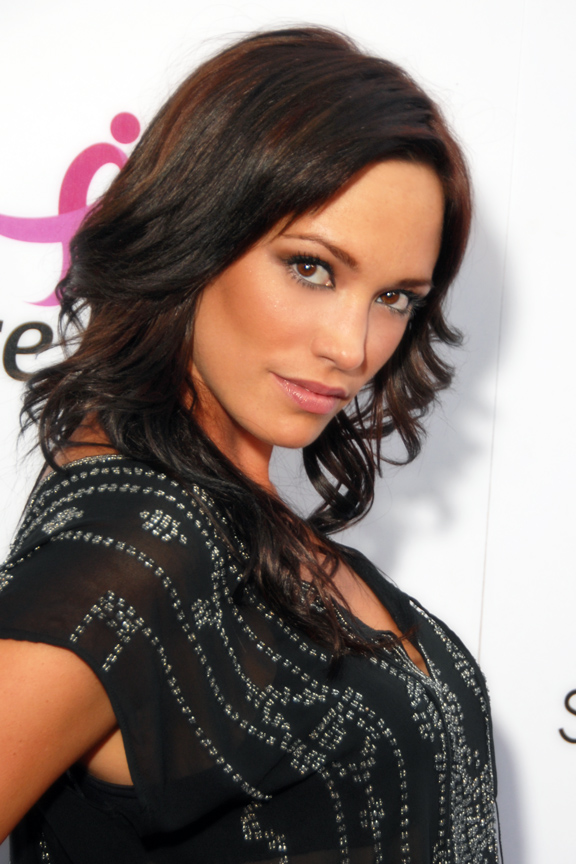
Jessica Sutta

- Jessica Bird, scrittrice statunitense
- Jessica Brando, cantante e pianista italiana
- Jessica Chastain, attrice statunitense
- Jessica Ennis, atleta britannica
- Jessica Fridrich, informatica statunitense, nota per aver ideato il metodo Fridrich di risoluzione del cubo di Rubik
- Jessica Jung, cantante, modella, attrice e stilista sudcoreana
- Jessica Lange, attrice statunitense
- Jessica Lowndes, attrice e cantante canadese
- Jessica Lucas, attrice canadese
- Jessica Morlacchi, cantante e personaggio televisivo italiana
- Jessica Rossi, tiratrice italiana
- Jessica Simpson, cantante e attrice statunitense
- Jessica Stam, modella canadese
- Jessica Sutta, cantante, attrice e ballerina statunitense
- Jessica Szohr, modella e attrice statunitense
- Jessica Tandy, attrice britannica naturalizzata statunitense
- Jessica Watson, velista australiana

### Variante Jessie

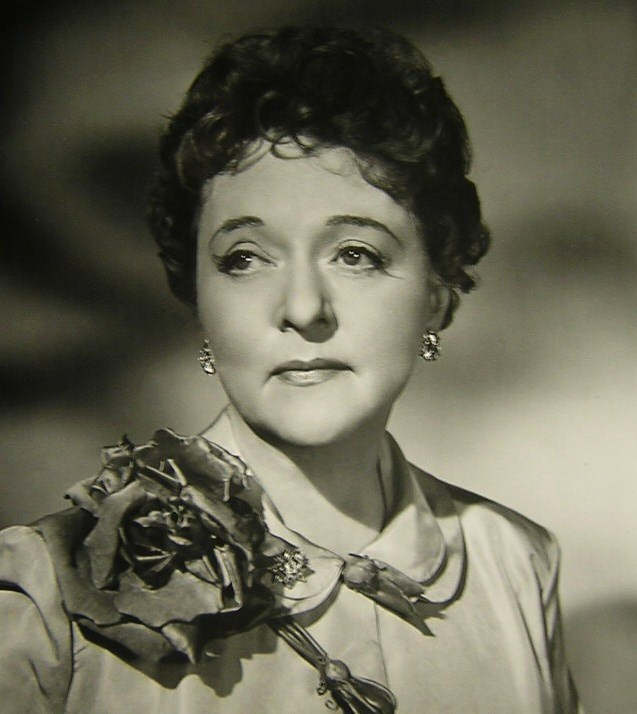
Jessie Royce Landis

- Jessie Boswell, pittrice britannica naturalizzata italiana
- Jessie Cave, attrice britannica
- Jessie Hicks, cestista statunitense
- Jessie J, cantautrice britannica
- Jessie Royce Landis, attrice statunitense
- Jessie Mei Li, attrice britannica
- Jessie McKay, wrestler statunitense
- Jessie Stevens, attrice statunitense
- Jessie Weston, saggista britannica
- Jessie White, patriota, scrittrice e filantropa britannica naturalizzata italiana
- Jessie Willcox Smith, illustratrice statunitense

### Altre varianti
- Jessalyn Gilsig, attrice canadese
- Gessica Gusi, modella italiana
- Jess Manafort, regista e sceneggiatrice statunitense
- Jessicah Schipper, nuotatrice australiana
- Jess Weixler, attrice statunitense
- Jes Macallan, attrice statunitense

## Il nome nelle arti
- Jessica è un personaggio della serie televisiva Camera Café.
- Jessie è un personaggio della saga cinematografica di Toy Story.
- Jessie è un membro del Team Rocket nella serie Pokémon.
- Jessica è un personaggio del film del 1996 Viaggi di nozze, diretto da Carlo Verdone.
- Jessica Atreides è uno dei personaggi principali dei romanzi di fantascienza Dune e I figli di Dune scritti da Frank Herbert.
- Jessica Drew, nota come la Donna Ragno è un personaggio dei fumetti creato da Archie Goodwin (testi), Sal Buscema (disegni) e Jim Mooney (chine) nel 1977, pubblicato dalla Marvel Comics.
- Jessica Fletcher è il personaggio principale della longeva serie televisiva statunitense La signora in giallo, ed è interpretata dall'attrice Angela Lansbury.
- Jessica Jones è un personaggio del fumetti della Marvel.
- Jessica Lovejoy è uno dei personaggi minori della serie TV I Simpson, del disegnatore americano Matt Groening.
- Jessica Marbles è un personaggio del film del 1976 Invito a cena con delitto.
- Jessica Rabbit è un cartone animato, protagonista femminile del film Chi ha incastrato Roger Rabbit.
- Jessica Pearson è un personaggio della serie TV Suits.
- Jessica Rossetti è la protagonista femminile del film del 1994 Il mostro, diretto da Roberto Benigni.
- Jessica è una canzone degli The Allman Brothers Band del 1973, estratto dall'album Brothers and Sisters.
- Jessica è una canzone di Major Lazer
- Jessica è una degli 8 protagonisti del Survival horror Until Dawn

## Toponimi
- Uno dei crateri di Titania, uno dei cinque maggiori satelliti di Urano, è stato denominato Jessica, in omaggio all'omonimo personaggio shakespeariano della commedia Il mercante di Venezia[12].